# Allnatt
L'Allnatt è un famoso diamante di 101,29 carati, di colore giallo intenso, con taglio a cuscino. Prende il nome dal maggiore britannico Alfred Ernest Allnatt, che lo acquistò nei primi anni '50.

## Storia
Non si conosce la sua storia prima dell'acquisto da parte di Allnatt, ma si ritiene che provenga dalla Premier Mine in Sudafrica, una miniera di diamanti della società De Beers. Allnatt affidò la gemma a Cartier per realizzare un gioiello, che risultò essere un fiore di platino con al centro il diamante Allnatt; anche i cinque petali, il gambo e due foglie erano costituiti da altri diamanti più piccoli.
Nel 1996 il diamante fu messo all'asta a Ginevra da Christie's, e fu acquistato per oltre tre milioni di dollari (3.043.496 USD), un record per allora, dalla SIBA Corporation di New York, che ne è tuttora proprietaria. Nell'estate del 2003 l'Allnatt fu esposto in pubblico allo Smithsonian Institute di Washington nell'esposizione The Splendor of Diamonds, assieme ad altri famosi diamanti, tra cui il De Beers, il Millennium Star, l'Ocean Dream e il Moussaieff Rosso.